# Justicia nematocalyx
Justicia nematocalyx är en akantusväxtart som beskrevs av Gustav Lindau. Justicia nematocalyx ingår i släktet Justicia och familjen akantusväxter. Inga underarter finns listade i Catalogue of Life.